# Peninsula Kola
Peninsula Kola (finlandeză Kuola) este situată în partea europeană a Rusiei, regiunea Murmansk. Peninsula este locuită de laponi (sami), ea desparte Marea Albă de Marea Barenț. Pe istmul care leagă peninsula de continent se află munții Hibini (1.191 m). Regiunea este folosită în scopuri militare, aici staționează flota militară de nord a Rusiei și mai ales submarine atomice. Peninsula are bogății naturale ca zăcăminte de nichel, fier și alte metale grele. Exploatarea lor și prezența combinatelor miniere și a rezidurilor radioactive a dus la poluarea mediului din regiunea de tundră care până nu demult a fost intactă. 
Între anii 1970-1989 a fost forată pe peninsula Kola o sondă de cercetare geologică, până la adâncimea de 12.262 m, cea mai adâncă sondă din lume în acel timp. A fost depășită de 2 sonde petrolifere săpate ulterior pe insula Sahalin din Oceanul Pacific, care au atins adâncimi de peste 13.000 m.